# 우연 (가수)
우연(본명: 박진경, 2003년 2월 11일 ~ )는 대한민국의 가수 겸 배우다. 걸 그룹 woo!ah!의 멤버다.

## 생애

### 2003년 ~ 2020년: 데뷔 전
우연은 서울특별시 서초구 방배동에서 출생한 것으로 알려져 있다.
SM 엔터테인먼트에서 연습생 생활을 하였다.
우연이 《배성재의 텐》에 출연했을 때, 고등학교 1학년 때 '천성지락'이라는 이름의 밴드부 보컬로 활동한 적이 있다고 밝혔다.
2021년 12월 17일 《구라철》에서 NV 엔터테인먼트 대표 김규상이 우연의 부모님을 10개월간 쫓아다녀 캐스팅했다고 밝혔다.

### 2020년 ~ 현재:woo!ah!의 멤버, 배우 활동
2020년 4월 24일, woo!ah!의 데뷔 싱글 앨범인 《EXCLAMATION》의 발매 일정이 공개되었고, 이어서 멤버들 중 가장 먼저 우연의 이미지와 티저가 공개됐다. 5월 13일, 서울특별시 강남구 슈피겐홀에서 열린 《EXCLAMATION》 언론 쇼케이스를 통해 woo!ah!의 멤버로서 데뷔했다.
2020년 10월 23일부터 방영된 웹드라마 《조아서 구독중 2》를 통해 배우로 활동하기 시작했다.
2023년 6월 13일부터 방영된 M.net 퀸덤 퍼즐에 woo!ah! 멤버 나나와 함께 출연하였다. 결승 무대까지 올라, 최종 9위를 기록하였다.

## 작품 목록

### 드라마
| 연도 | 방송사        | 제목                  | 역할                           | 비고     |
| ---- | ------------- | --------------------- | ------------------------------ | -------- |
| 2020 | 투니버스      | 조아서 구독중 2       | 샤샤 (먹방 ASMR 크리에이터) 역 | 웹드라마 |
| 2020 | JTBC          | 라이브온              | 도우솔 (도우재의 여동생) 역    | 웹드라마 |
| 2022 | 네이버 시리즈 | 사랑했다는 현재진행형 | 보람 역                        | 웹드라마 |
| 2022 | 디즈니+       | 3인칭 복수            | 홍아정 역                      |          |
| 2023 | 콬TV          | 손가락만 까딱하면     | 문예지 역                      | 웹드라마 |
| 2024 | 이디야커피    | 카페인 로맨스         | 여주 역                        | 웹드라마 |

### 방송
| 연도 | 기간                | 방송사 | 제목       | 역할        | 비고     |
| ---- | ------------------- | ------ | ---------- | ----------- | -------- |
| 2023 | 6월 13일 ~ 8월 15일 | M.net  | 퀸덤 퍼즐  | 경연 참가자 | 최종 9위 |
| 2024 | 7월 8일             | JTBC   | 톡파원25시 | 특별 게스트 |          |

### 진행(MC)
| 연도 | 기간    | 제목              | 역할                                     | 비고                          |
| ---- | ------- | ----------------- | ---------------------------------------- | ----------------------------- |
| 2023 | 9월 9일 | 제14회 INK 콘서트 | 공동 MC (골든차일드 장준, 싸이커스 헌터) | 장소: 인천문학경기장 주경기장 |